# من با یک آنتی‌فن ازدواج کردم
من با یک آنتی‌فن ازدواج کردم (کره‌ای: 그래서 나는 안티팬과 결혼했다) یک مجموعه تلویزیونی اینترنتی کره جنوبی سال ۲۰۲۱ با بازی چوی ته-جون و سویونگ است. این مجموعه بر پایه رمان سال ۲۰۱۰ با همین نام است که در یک وب‌تون و به دنبال آن در یک فیلم نیز اقتباس شد. این مجموعه از ۳۰ آوریل تا ۱۹ ژوئن ۲۰۲۱ در ناور تی‌وی و به صورت همزمان در وی لایو و پلتفرم‌های جهانی آی‌چی‌یی، ویکی و آمازون پرایم ویدئو در ژاپن پخش شد.